# Gildardo García
Gildardo García (9 de março de 1954 - 15 de janeiro de 2021) foi um jogador de xadrez colombiano.

## Biografia
Ele tornou-se no segundo Grande Mestre da Colômbia em 1992. A sua classificação mais alta foi 2.540 (em julho de 1994) e ele ocupava o 14º lugar na Colômbia na altura da sua morte.
Ele venceu o campeonato nacional colombiano 10 vezes, em 1977, 1978, 1985, 1986, 1987, 1990, 1991, 1995, 2003 e 2006.
Em 1974, ele venceu o Campeonato Pan-Americano Júnior de Xadrez.
Em 2006, ele jogou nas olimpíadas de xadrez da Colômbia.
Ele morreu em Medellín de COVID-19 no dia 15 de janeiro de 2021, durante a pandemia de COVID-19 na Colômbia.